# Culicoides martinezi
Culicoides martinezi är en tvåvingeart som beskrevs av Wirth och Blanton 1970. Culicoides martinezi ingår i släktet Culicoides och familjen svidknott. Inga underarter finns listade i Catalogue of Life.